# Список птахів Катару
Це перелік видів птахів, зафіксованих на території Катару. Авіфауна Катару налічує загалом 351 вид, з яких 3 були інтродуковані людьми.

## Позначки
Наступні теги використані для виділення деяких категорій птахів.
- (А) Випадковий — вид, який рідко або випадково трапляється в Катарі
- (I) Інтродукований — вид, завезений до Катару як наслідок, прямих чи непрямих людських дій
- (Ex) Локально вимерлий — вид, який більше не трапляється в Катарі, хоча його популяції існують в інших місцях
- (X) Вимерлий — вид або підвид, який мешкав в Катарі, однак повністю вимер.

## Страусоподібні(Struthioniformes)
Родина: Страусові (Struthionidae)
- Страус африканський, Struthio camelus (реінтродукований)
  - Арабський страус, Struthio camelus syriacus (X)

## Гусеподібні(Anseriformes)
Родина: Качкові (Anatidae)
- Гуска сіра, Anser anser
- Гуска білолоба, Anser albifrons (A)
- Лебідь-кликун, Cygnus cygnus (A)
- Каргарка нільська, Alopochen aegyptiaca (I)
- Огар рудий, Tadorna ferruginea (A)
- Галагаз звичайний, Tadorna tadorna
- Чирянка-крихітка індійська, Nettapus coromandelianus (A)
- Чирянка велика, Spatula querquedula
- Широконіска північна, Spatula clypeata
- Нерозень, Mareca strepera
- Свищ євразійський, Mareca penelope
- Крижень звичайний, Anas platyrhynchos
- Шилохвіст північний, Anas acuta
- Чирянка мала, Anas crecca
- Чирянка вузькодзьоба, Marmaronetta angustirostris (A)
- Чернь червонодзьоба, Netta rufina (A)
- Попелюх звичайний, Aythya ferina
- Чернь білоока, Aythya nyroca
- Чернь чубата, Aythya fuligula
- Морянка, Clangula hyemalis (A)

## Куроподібні(Galliformes)
Родина: Цесаркові (Numididae)
- Цесарка синьогруда, Acryllium vulturinum (A)

Родина: Фазанові (Phasianidae)
- Перепілка звичайна, Coturnix coturnix
- Турач сірий, Ortygornis pondicerianus

## Фламінгоподібні(Phoenicopteriformes)
Родина: Фламінгові (Phoenicopteridae)
- Фламінго рожевий, Phoenicopterus roseus

## Пірникозоподібні(Podicipediformes)
Родина: Пірникозові (Podicipedidae)
- Пірникоза мала, Tachybaptus ruficollis
- Пірникоза велика, Podiceps cristatus
- Пірникоза чорношия, Podiceps nigricollis

## Голубоподібні(Columbiformes)
Родина: Голубові (Columbidae)
- Голуб сизий, Columba livia
- Голуб-синяк, Columba oenas (A)
- Горлиця звичайна, Streptopelia turtur
- Горлиця садова, Streptopelia decaocto
- Streptopelia roseogrisea (A)
- Горлиця мала, Spilopelia senegalensis
- Горлиця капська, Oena capensis (A)
- Geopelia striata (I)

## Рябкоподібні(Pterocliformes)
Родина: Рябкові (Pteroclidae)
- Рябок білочеревий, Pterocles alchata
- Рябок пустельний, Pterocles exustus (A)
- Рябок рудоголовий, Pterocles coronatus (A)

## Дрохвоподібні(Otidiformes)
Родина: Дрохвові (Otididae)
- Джек східний, Chlamydotis macqueenii

## Зозулеподібні(Cuculiformes)
Родина: Зозулеві (Cuculidae)
- Зозуля чубата, Clamator glandarius (A)
- Зозуля строката, Clamator jacobinus (A)
- Eudynamys scolopaceus (A)
- Зозуля звичайна, Cuculus canorus

## Дрімлюгоподібні(Caprimulgiformes)
Родина: Дрімлюгові (Caprimulgidae)
- Дрімлюга звичайний, Caprimulgus europaeus
- Дрімлюга буланий, Caprimulgus aegyptius

## Серпокрильцеві(Apodiformes)
Родина: Серпокрильцеві (Apodidae)
- Серпокрилець білочеревий, Apus melba (A)
- Серпокрилець чорний, Apus apus
- Серпокрилець блідий, Apus pallidus
- Серпокрилець малий, Apus affinis (A)

## Журавлеподібні(Gruiformes)
Родина: Пастушкові (Rallidae)
- Пастушок водяний, Rallus aquaticus (A)
- Деркач лучний, Crex crex (A)
- Погонич звичайний, Porzana porzana
- Курочка водяна, Gallinula chloropus
- Лиска звичайна, Fulica atra
- Султанка африканська, Porphyrio alleni (A)
- Султанка зеленоспинна, Porphyrio madagascariensis
- Султанка сіроголова, Porphyrio poliocephalus (A)
- Багновик білогрудий, Amaurornis phoenicurus (A)
- Погонич малий, Zapornia parva (A)
- Погонич-крихітка, Zapornia pusilla (A)

Родина: Журавлеві (Gruidae)
- Журавель сірий, Grus grus (A)

## Сивкоподібні(Charadriiformes)
Родина: Лежневі (Burhinidae)
- Лежень степовий, Burhinus oedicnemus

Родина: Чоботарові (Recurvirostridae)
- Кулик-довгоніг чорнокрилий, Himantopus himantopus
- Чоботар синьоногий, Recurvirostra avosetta

Родина: Куликосорокові (Haematopodidae)
- Кулик-сорока євразійський, Haematopus ostralegus

Родина: Сивкові (Charadriidae)
- Сивка морська, Pluvialis squatarola
- Сивка звичайна, Pluvialis apricaria (A)
- Сивка бурокрила, Pluvialis fulva
- Чайка чубата, Vanellus vanellus
- Чайка шпорова, Vanellus spinosus (A)
- Чайка індійська, Vanellus indicus
- Чайка степова, Vanellus gregarius (A)
- Чайка білохвоста, Vanellus leucurus (A)
- Пісочник монгольський, Charadrius mongolus
- Пісочник товстодзьобий, Charadrius leschenaultii
- Пісочник каспійський, Charadrius asiaticus (A)
- Пісочник морський, Charadrius alexandrinus
- Пісочник великий, Charadrius hiaticula
- Пісочник малий, Charadrius dubius
- Хрустан євразійський, Charadrius morinellus' (A)

Родина: Мальованцеві (Rostratulidae)
- Мальованець афро-азійський, Rostratula benghalensis (A)

Родина: Яканові (Jacanidae)
- Якана довгохвоста, Hydrophasianus chirurgus (A)

Родина: Баранцеві (Scolopacidae)
- Кульон середній, Numenius phaeopus
- Кульон великий, Numenius arquata
- Грицик малий, Limosa lapponica
- Грицик великий, Limosa limosa
- Крем'яшник звичайний, Arenaria interpres
- Кульон тонкодзьобий, Numenius tenuirostris (A)
- Брижач, Calidris pugnax
- Побережник болотяний, Calidris falcinellus
- Побережник червоногрудий, Calidris ferruginea
- Побережник білохвостий, Calidris temminckii
- Побережник білий, Calidris alba
- Побережник чорногрудий, Calidris alpina
- Побережник малий, Calidris minuta
- Баранець малий, Lymnocryptes minimus
- Слуква лісова, Scolopax rusticola (A)
- Баранець звичайний, Gallinago gallinago
- Баранець азійський, Gallinago stenura (A)
- Мородунка, Xenus cinereus
- Плавунець круглодзьобий, Phalaropus lobatus
- Набережник палеарктичний, Actitis hypoleucos
- Коловодник лісовий, Tringa ochropus
- Коловодник чорний, Tringa erythropus
- Коловодник великий, Tringa nebularia
- Коловодник ставковий, Tringa stagnatilis
- Коловодник болотяний, Tringa glareola
- Коловодник звичайний, Tringa totanus

Родина: Крабоїдові (Dromadidae)
- Крабоїд, Dromas ardeola

Родина: Дерихвостові (Glareolidae)
- Бігунець пустельний, Cursorius cursor
- Дерихвіст лучний, Glareola pratincola
- Дерихвіст степовий, Glareola nordmanni (A)
- Дерихвіст малий, Glareola lactea (A)

Родина: Поморникові (Stercorariidae)
- Поморник середній, Stercorarius pomarinus
- Поморник короткохвостий, Stercorarius parasiticus (A)
- Поморник довгохвостий, Stercorarius longicaudus (A)

Родина: Мартинові (Laridae)
- Мартин тонкодзьобий, Chroicocephalus genei
- Мартин звичайний, Chroicocephalus ridibundus
- Мартин малий, Hydrocoloeus minutus (A)
- Мартин аденський, Ichthyaetus hemprichii
- Мартин каспійський, Ichthyaetus ichthyaetus
- Мартин жовтоногий, Larus cachinnans (A)
- Мартин севанський, Larus armenicus
- Мартин чорнокрилий, Larus fuscus
- Крячок бурокрилий, Onychoprion anaethetus
- Крячок малий, Sternula albifrons
- Крячок мекранський, Sternula saundersi
- Крячок чорнодзьобий, Gelochelidon nilotica
- Крячок каспійський, Hydroprogne caspia
- Крячок білокрилий, Chlidonias leucopterus
- Крячок білощокий, Chlidonias hybrida
- Крячок річковий, Sterna hirundo
- Крячок аравійський, Sterna repressa
- Крячок жовтодзьобий, Thalasseus bergii
- Крячок рябодзьобий, Thalasseus sandvicensis
- Крячок бенгальський, Thalasseus bengalensis

## Фаетоноподібні(Phaethontiformes)
Родина: Фаетонові (Phaethontidae)
- Фаетон червонодзьобий, Phaethon aethereus

## Лелекоподібні(Ciconiiformes)
Родина: Лелекові (Ciconiidae)
- Лелека чорний, Ciconia nigra (A)
- Лелека білий, Ciconia ciconia
- Марабу африканський, Leptoptilos crumenifer (A)

## Сулоподібні(Suliformes)
Родина: Бакланові (Phalacrocoracidae)
- Баклан великий, Phalacrocorax carbo
- Баклан перський, Phalacrocorax nigrogularis

## Пеліканоподібні(Pelecaniformes)
Родина: Пеліканові (Pelecanidae)
- Пелікан рожевий, Pelecanus onocrotalus (A)

Родина: Чаплеві (Ardeidae)
- Бугай водяний, Botaurus stellaris (A)
- Бугайчик звичайний, Ixobrychus minutus
- Чапля сіра, Ardea cinerea
- Чапля руда, Ardea purpurea
- Чепура велика, Ardea alba
- Чепура середня, Ardea intermedia (A)
- Чепура мала, Egretta garzetta
- Чапля рифова, Egretta gularis
- Чапля єгипетська, Bubulcus ibis
- Чапля жовта, Ardeola ralloides
- Чапля індійська, Ardeola grayii (A)
- Чапля мангрова, Butorides striata (A)
- Квак звичайний, Nycticorax nycticorax

Родина: Ібісові (Threskiornithidae)
- Коровайка бура, Plegadis falcinellus
- Ібіс священний, Threskiornis aethiopicus (A)
- Косар білий, Platalea leucorodia (A)
- Косар африканський, Platalea alba (I)

## Яструбоподібні(Accipitriformes)
Родина: Скопові (Pandionidae)
- Скопа, Pandion haliaetus

Родина: Яструбові (Accipitridae)
- Шуліка чорноплечий, Elanus caeruleus (A)
- Стерв'ятник, Neophron percnopterus (A)
- Осоїд євразійський, Pernis apivorus (A)
- Осоїд чубатий, Pernis ptilorhynchus (A)
- Змієїд блакитноногий, Circaetus gallicus (A)
- Підорлик великий, Clanga clanga
- Орел-карлик, Hieraaetus pennatus (A)
- Орел степовий, Aquila nipalensis (A)
- Могильник східний, Aquila heliaca (A)
- Орел-карлик яструбиний, Aquila fasciata (A)
- Лунь очеретяний, Circus aeruginosus
- Лунь польовий, Circus cyaneus (A)
- Лунь степовий, Circus macrourus
- Лунь лучний, Circus pygargus
- Яструб туркестанський, Accipiter badius (A)
- Яструб коротконогий, Accipiter brevipes (A)
- Яструб малий, Accipiter nisus
- Яструб великий, Accipiter gentilis (A)
- Шуліка чорний, Milvus migrans
- Канюк звичайний, Buteo buteo
- Канюк степовий, Buteo rufinus

## Совоподібні(Strigiformes)
Родина: Сипухові (Tytonidae)
- Сипуха крапчаста, Tyto alba

Родина: Совові (Strigidae)
- Сплюшка євразійська, Otus scops
- Сплюшка булана, Otus brucei (A)
- Пугач пустельний, Bubo ascalaphus
- Сич хатній, Athene noctua
- Сова вухата, Asio otus (A)
- Сова болотяна, Asio flammeus

## Bucerotiformes
Родина: Одудові (Upupidae)
- Одуд, Upupa epops

## Сиворакшоподібні(Coraciiformes)
Родина: Рибалочкові (Alcedinidae)
- Рибалочка блакитний, Alcedo atthis
- Альціон білогрудий, Halcyon smyrnensis (A)
- Рибалочка строкатий, Ceryle rudis (A)

Родина: Бджолоїдкові (Meropidae)
- Merops cyanophrys (A)
- Бджолоїдка зелена, Merops persicus
- Бджолоїдка звичайна, Merops apiaster

Родина: Сиворакшові (Coraciidae)
- Сиворакша євразійська, Coracias garrulus
- Сиворакша бенгальська, Coracias benghalensis (A)

## Дятлоподібні(Piciformes)
Родина: Дятлові (Picidae)
- Крутиголовка звичайна, Jynx torquilla

## Соколоподібні(Falconiformes)
Родина: Соколові (Falconidae)
- Боривітер степовий, Falco naumanni
- Боривітер звичайний, Falco tinnunculus
- Кібчик амурський, Falco amurensis (A)
- Підсоколик сірий, Falco concolor (A)
- Підсоколик малий, Falco columbarius (A)
- Підсоколик великий, Falco subbuteo
- Сапсан, Falco peregrinus

## Папугоподібні(Psittaciformes)
Родина: Psittaculidae
- Папуга індійський, Psittacula eupatria (I)
- Папуга Крамера, Psittacula krameri (I)

## Горобцеподібні(Passeriformes)
Родина: Вивільгові (Oriolidae)
- Вивільга звичайна, Oriolus oriolus

Родина: Сорокопудові (Laniidae)
- Сорокопуд терновий, Lanius collurio
- Lanius phoenicuroides
- Сорокопуд рудохвостий, Lanius isabellinus
- Сорокопуд індійський, Lanius vittatus (A)
- Сорокопуд довгохвостий, Lanius schach (A)
- Сорокопуд сірий, Lanius excubitor
- Сорокопуд чорнолобий, Lanius minor
- Сорокопуд білолобий, Lanius nubicus
- Сорокопуд червоноголовий, Lanius senator

Родина: Воронові (Corvidae)
- Ворона індійська, Corvus splendens
- Крук пустельний, Corvus ruficollis (A)

Родина: Ремезові (Remizidae)
- Ремез звичайний, Remiz pendulinus (A)

Родина: Жайворонкові (Alaudidae)
- Пікір великий, Alaemon alaudipes
- Жайворонок вохристий, Ammomanes cinctura
- Жайворонок пустельний, Ammomanes deserti
- Жервінчик білолобий, Eremopterix nigriceps
- Жайворонок рогатий, Eremophila alpestris (A)
- Жайворонок малий, Calandrella brachydactyla
- Жайворонок двоплямистий, Melanocorypha bimaculata (A)
- Жайворонок степовий, Melanocorypha calandra (A)
- Жайворонок аравійський, Eremalauda eremodites (A)
- Alaudala heinei
- Жайворонок лісовий, Lullula arborea (A)
- Жайворонок польовий, Alauda arvensis
- Посмітюха звичайна, Galerida cristata

Родина: Тамікові (Cisticolidae)
- Принія афро-азійська, Prinia gracilis
- Prinia lepida (A)

Родина: Очеретянкові (Acrocephalidae)
- Берестянка південна, Iduna rama (A)
- Берестянка бліда, Iduna pallida
- Берестянка пустельна, Hippolais languida
- Берестянка звичайна, Hippolais icterina (A)
- Очеретянка тонкодзьоба, Acrocephalus melanopogon (A)
- Очеретянка лучна, Acrocephalus schoenobaenus
- Очеретянка індійська, Acrocephalus agricola (A)
- Очеретянка чагарникова, Acrocephalus palustris
- Очеретянка ставкова, Acrocephalus scirpaceus
- Очеретянка ірацька, Acrocephalus griseldis (A)
- Очеретянка велика, Acrocephalus arundinaceus
- Очеретянка південна, Acrocephalus stentoreus

Родина: Кобилочкові (Locustellidae)
- Кобилочка солов'їна, Locustella luscinioides (A)
- Кобилочка-цвіркун, Locustella naevia (A)

Родина: Ластівкові (Hirundinidae)
- Ластівка берегова, Riparia riparia
- Ластівка скельна, Ptyonoprogne rupestris (A)
- Ластівка афро-азійська, Ptyonoprogne fuligula (A)
- Ластівка сільська, Hirundo rustica
- Ластівка даурська, Cecropis daurica
- Ластівка міська, Delichon urbicum

Родина: Бюльбюлеві (Pycnonotidae)
- Бюльбюль червоночубий, Pycnonotus cafer (I)
- Бюльбюль рудогузий, Pycnonotus leucotis

Родина: Вівчарикові (Phylloscopidae)
- Вівчарик жовтобровий, Phylloscopus sibilatrix (A)
- Вівчарик лісовий, Phylloscopus inornatus (A)
- Вівчарик алтайський, Phylloscopus humei (A)
- Вівчарик іранський, Phylloscopus neglectus (A)
- Вівчарик весняний, Phylloscopus trochilus
- Вівчарик-ковалик, Phylloscopus collybita

Родина: Кропив'янкові (Sylviidae)
- Кропив'янка чорноголова, Sylvia atricapilla
- Кропив'янка садова, Sylvia borin (A)
- Кропив'янка пустельна, Curruca nana
- Кропив'янка рябогруда, Sylvia nisoria
- Кропив'янка прудка, Sylvia curruca
- Кропив'янка товстодзьоба, Curruca crassirostris
- Кропив'янка біловуса, Curruca mystacea
- Кропив'янка сіра, Sylvia communis

Родина: Шпакові (Sturnidae)
- Шпак звичайний, Sturnus vulgaris
- Шпак рожевий, Pastor roseus
- Майна індійська, Acridotheres tristis (I)

Родина: Дроздові (Turdidae)
- Дрізд співочий, Turdus philomelos
- Дрізд чорний, Turdus merula (A)
- Чикотень, Turdus pilaris (A)
- Дрізд гірський, Turdus torquatus (A)
- Дрізд чорноволий, Turdus atrogularis (A)
- Дрізд рудоволий, Turdus ruficollis (A)
- Дрізд темний, Turdus eunomus (A)

Родина: Мухоловкові (Muscicapidae)
- Мухоловка сіра, Muscicapa striata
- Альзакола чорна, Cercotrichas podobe (A)
- Соловейко рудохвостий, Cercotrichas galactotes
- Вільшанка, Erithacus rubecula
- Соловейко білогорлий, Irania gutturalis
- Соловейко східний, Luscinia luscinia (A)
- Соловейко західний, Luscinia megarhynchos
- Синьошийка, Luscinia svecica
- Мухоловка мала, Ficedula parva
- Мухоловка кавказька, Ficedula semitorquata (A)
- Горихвістка рудоспинна, Phoenicurus erythronotus (A)
- Горихвістка звичайна, Phoenicurus phoenicurus
- Горихвістка чорна, Phoenicurus ochruros
- Скеляр строкатий, Monticola saxatilis
- Скеляр синій, Monticola solitarius
- Трав'янка лучна, Saxicola rubetra
- Трав'янка європейська, Saxicola rubicola
- Трав'янка білошия, Saxicola maurus
- Трав'янка чорна, Saxicola caprata (A)
- Кам'янка звичайна, Oenanthe oenanthe
- Кам'янка попеляста, Oenanthe isabellina
- Кам'янка білогруда, Oenanthe monacha (A)
- Кам'янка пустельна, Oenanthe deserti
- Кам'янка лиса, Oenanthe pleschanka
- Кам'янка строката, Oenanthe melanoleuca
- Oenanthe picata (A)
- Кам'янка чорноголова, Oenanthe albonigra (A)
- Oenanthe leucopyga (A)
- Oenanthe finschii (A)
- Oenanthe lugens
- Oenanthe xanthoprymna (A)
- Oenanthe chrysopygia

Родина: Омельгушкові (Hypocoliidae)
- Омельгушка, Hypocolius ampelinus

Родина: Ткачикові (Ploceidae)
- Ткачик смугастий, Ploceus manyar (I)
- Ткачик бенгальський, Ploceus benghalensis (I)

Родина: Астрильдові (Estrildidae)
- Бенгалик червоний, Amandava amandava (A)
- Сріблодзьоб індійський, Euodice malabarica

Родина: Горобцеві (Passeridae)
- Горобець хатній, Passer domesticus
- Горобець чорногрудий, Passer hispaniolensis
- Горобець лимонногорлий, Gymnornis xanthocollis (A)
- Горобець короткопалий, Carpospiza brachydactyla

Родина: Плискові (Motacillidae)
- Плиска гірська, Motacilla cinerea
- Плиска жовта, Motacilla flava
- Плиска жовтоголова, Motacilla citreola
- Плиска біла, Motacilla alba
- Щеврик азійський, Anthus richardi (A)
- Щеврик довгодзьобий, Anthus similis (A)
- Щеврик польовий, Anthus campestris
- Щеврик лучний, Anthus pratensis
- Щеврик лісовий, Anthus trivialis
- Щеврик червоногрудий, Anthus cervinus
- Щеврик гірський, Anthus spinoletta
- Щеврик американський, Anthus rubescens (A)

Родина: В'юркові (Fringillidae)
- Зяблик звичайний, Fringilla coelebs (A)
- В'юрок, Fringilla montifringilla (A)
- Костогриз звичайний, Coccothraustes coccothraustes (A)
- Чечевиця євразійська, Carpodacus erythrinus
- Bucanetes githagineus (A)
- Rhodospiza obsoleta (A)
- Коноплянка, Linaria cannabina (A)
- Чиж лісовий, Spinus spinus (A)

Родина: Вівсянкові (Emberizidae)
- Вівсянка чорноголова, Emberiza melanocephala (A)
- Просянка, Emberiza calandra
- Вівсянка сіра, Emberiza cineracea
- Вівсянка садова, Emberiza hortulana
- Вівсянка сивоголова, Emberiza caesia (A)
- Вівсянка строкатоголова, Emberiza striolata (A)
- Вівсянка-ремез, Emberiza rustica (A)